# Meore Kopiti
Meore Kopiti (en georgiano: მეორე კოპიტი) o Aqbatui Kuapit (en abjasio: Аҩбатәи Кәапит) es una aldea que pertenece a la parcialmente reconocida República de Abjasia, dentro del Distrito de Tkvarcheli, aunque de iure es parte del municipio de Ochmachire de la República Autónoma de Abjasia de Georgia.

## Geografía
Meore Kopiti se encuentra aguas arriba del río Ojoyi, a 27 km de Ochamchire. La aldea se administra desde el pueblo de Agubedia.  